# James Whitmore
James Allen Whitmore Jr. (ur. 1 października 1921 w White Plains, zm. 6 lutego 2009 w Malibu) – amerykański aktor charakterystyczny. Laureat nagrody Złotego Globu, Grammy, Emmy i Tony Award, był dwukrotnie nominowany do Oscara.
8 lutego 1960 otrzymał własną gwiazdę w Alei Gwiazd w Los Angeles znajdującą się przy 6611 Hollywood Boulevard.

## Życiorys

### Wczesne lata
Urodził się w White Plains w stanie Nowy Jork jako syn Florence Belle (z domu Crane) i Jamesa Allena Whitmore’a Sr., urzędnika komisji parkowej. Przez trzy lata uczęszczał do Amherst Central High School w Amherst, po czym przeniósł się do Choate School w Wallingford w Connecticut na stypendium piłkarskie. Kontynuował studia na Uniwersytecie Yale, ale musiał porzucić grę w piłkę nożną po poważnej kontuzji kolanaj. W Yale był członkiem Czaszka i Kości i jednym z założycieli stacji radiowej Yale. Początkowo planował zostać prawnikiem i ukończył studia na kierunku rządowym na Uniwersytecie Yale. Po wybuchu II wojny światowej w 1942 zaciągnął się do Rezerwy Korpusu Piechoty Morskiej Stanów Zjednoczonych, kończąc studia w 1944. W piechocie morskiej szkolił się w Parris Island i Quantico w Wirginii oraz w Officers Candidate School i został mianowany podporucznikiem. Po dalszym szkoleniu został przydzielony do 4. Dywizji Piechoty Morskiej na Saipanie w lipcu 1944. Podczas pobytu w Tinian zachorował na pełzakowicę i trafił do szpitala. Po hospitalizacji pełnił wartę w Strefie Kanału Panamskiego aż do zwolnienia w marcu 1946. Po wojnie studiował aktorstwo w American Theatre Wing i Actors Studio w Nowym Jorku.

### Kariera
W 1947 trafił na Broadway w roli sierżanta technicznego Harolda Evansa w sztuce Decyzja dowództwa, za którą otrzymał nagrodę Theatre World i Tony Award. Na ekranie debiutował w roli George’a Pappasa w dramacie kryminalnym noir Człowiek pod przykrywką (The Undercover Man, 1949) u boku Glenna Forda. Za kreację zmęczonego walką dowódcy plutonu w sensacyjnym dramacie historycznym Williama A. Wellmana Pole bitwy (Battleground, 1949) był nominowany do Oscara. bohaterski policjant stanowy walczący z gigantycznymi mrówkami w filmie science-fiction. Stał się rozpoznawalny dzięki charakterystycznym rolom drugoplanowym, w tym garbusa, właściciela restauracji i kiedyś przestępcę w dramacie sensacyjnym Johna Hustona Asfaltowa dżungla (1950), bandyty, który wraz z Keenanem Wynnem tańczy i śpiewa „Brush Up Your Shakespeare” w musicalu Pocałuj mnie, Kasiu (1953), dziennikarza, który przebiera się za czarnego mężczyznę w dramacie Czarny jak ja (Black Like Me, 1964), inspektora policji w dramacie kryminalnym Dona Siegela Madigan (1968), admirała Williama F. Halseya w dramacie wojennym Richarda Fleischera Tora! Tora! Tora! (1970) oraz starszego skazańca i bibliotekarza więziennego w dramacie kryminalnym Franka Darabonta Skazani na Shawshank (1994).
W horrorze fantastycznonaukowym One! (Them!, 1954) został obsadzony w roli bohaterskiego policjanta stanowego walczącego z gigantycznymi mrówkami. W komediodramacie Teda Posta Szkoła kochania (The Harrad Experiment, 1973) z Donem Johnsonem i Tippi Hedren o dojrzewaniu zagrał profesora Philipa Tenhausena Harrad College, w której uczniowie uczą się seksualności i eksperymentują ze sobą. Wystąpił jako komisarz Aldo Scavino we włosko–hiszpańskim dramacie kryminalnym Policja oskarża, prawo uniewinnia (La Polizia incrimina la legge assolve, 1973) u boku Franca Nera i Fernanda Reya.
Często występował gościnnie w serialach telewizyjnych, w tym ABC Najeźdźcy z kosmosu (The Invaders, 1967) Larry’ego Cohena z Royem Thinnesem, NBC Tarzan (1967) z Ronem Ely czy NBC Ulubiony syn (Favorite Son, 1988) o intrygach politycznych z Harrym Hamlinem. Zajmował się także dubbingiem. Użyczył swojego głosu Mojżeszowi w serialu animowanym Hanna-Barbera Największa przygoda: historie z Biblii (The Greatest Adventure: Stories from the Bible: Moses, 1985) i biblijnym filmie animowanym wideo Mojżesz (Moses, 1986) oraz Markowi Twainowi w filmie animowano–lalkowym Przygody Marka Twaina (The Adventures of Mark Twain, 1985) w reż. Willa Vintona.
Przez całą swoją karierę intensywnie pracował na scenie, w tym miał solowe występy jako Will Rogers, Harry S. Truman i Theodore Roosevelt, co przyniosło mu przydomek „Król teatru jednego aktora”. W 1975 na scenie zagrał zdeklarowanego prezydenta USA Harry’ego Trumana w spektaklu Give ’em Hell, Harry!. Przedstawienie zostało sfilmowane, a Whitmore zdobył swoją drugą nominację do Oscara, tym razem dla najlepszego aktora w filmie biograficznym Give ’em Hell, Harry! (1975). W 1977 w broadwayowskim spektaklu Bully zagrał Theodore’a Roosevelta, człowieka, którego w tamtym czasie określił jako „najbardziej zaniedbanego ważnego prezydenta w naszej historii”. W 1983 wystąpił na scenie off-Broadwayu w roli Dona w przedstawieniu Elba.

## Życie prywatne
9 sierpnia 1947 zawarł związek małżeński z Nancy Richmond Mygatt, z którą miał trzech synów – Daniela, Stevena i Jamesa Allena. 2 grudnia 1970 doszło do rozwodu. Od lipca 1971 do 16 marca 1979 trwało jego drugie małżeństwo z aktorką Audrą Lindley. 24 marca 1979 poślubił Nancy Richmond Mygatt. Rozwiedli się 28 października 1982. 7 sierpnia 2001 ożenił się z aktorką Noreen Nash.

### Śmierć
Zmarł 6 lutego 2009 w swoim domu w Malibu na raka płuca w wieku 87 lat.

## Filmografia

### Filmy
- 1949: Pole bitwy jako Kinnie
- 1950: Asfaltowa dżungla jako Gus Minissi
- 1951: Missouri jako dorosły Bill
- 1953: Pocałuj mnie, Kasiu jako Slug
- 1954: One! jako sierżant Ben Peterson
- 1955: Oklahoma! jako Andrew Carnes
- 1968: Podział jako Herb Sutro
- 1968: Planeta Małp jako przywódca enklawy
- 1969: Kolty siedmiu wspaniałych jako Levi Morgan
- 1970: Tora! Tora! Tora! jako admirał William F. Halsey
- 1975: Give ’em Hell, Harry! jako Harry Truman
- 1977: Jajo węża jako ksiądz
- 1980: Pierwszy śmiertelny grzech jako dr Sanford Ferguson
- 1994: Skazani na Shawshank jako Brooks Hatlen
- 2001: Majestic jako Stan Keller
- 2002: Światło wieczne jako dziadek
- 2005: Dick i Jane: Niezły ubaw jako ochroniarz sklepu z zabawkami

### Seriale TV
- 1962: Rawhide jako sierżant Joe Duclos
- 1963: Doktor Kildare jako Henry Clay Kincaid
- 1963: Rawhide jako pułkownik John Macklin
- 1965: Strzały w Dodge City jako Amos Campbell / Jim Forbes
- 1965: Prawo Burke’a jako Joe Piante
- 1968: Bonanza jako John Postley
- 1973: Strzały w Dodge City jako Timothy Fitzpatrick
- 1985: Riptide jako Bill Wilkenson
- 1997–1999: Kancelaria adwokacka jako Raymond Oz
- 2007: CSI: Kryminalne zagadki Las Vegas jako Milton

## Nagrody i nominacje
| Rok  | Nagroda                   | Kategoria                                                         | Tytuł                        | Rezultat  |
| ---- | ------------------------- | ----------------------------------------------------------------- | ---------------------------- | --------- |
| 1948 | Tony Award                | Znakomity występ nowicjusza                                       | Decyzja dowództwa (1947)     | Wygrana   |
| 1950 | Złoty Glob                | Najlepszy aktor drugoplanowy                                      | Pole bitwy (1949)            | Wygrana   |
| 1950 | Nagroda Akademii Filmowej | Najlepszy aktor drugoplanowy                                      | Pole bitwy (1949)            | Nominacja |
| 1971 | Nagroda Grammy            | Najlepsza książka audio, nagranie narracji i opowiadania historii | Will Rogers' USA (1970)      | Nominacja |
| 1975 | Nagroda Grammy            | Najlepsza książka audio, nagranie narracji i opowiadania historii | Give ’em Hell, Harry! (1975) | Wygrana   |
| 1975 | Złoty Glob                | Najlepszy aktor w filmie dramatycznym                             | Give ’em Hell, Harry! (1975) | Nominacja |
| 1975 | Nagroda Akademii Filmowej | Najlepszy aktor                                                   | Give ’em Hell, Harry! (1975) | Nominacja |
| 2000 | Nagroda Emmy              | Najlepszy gościnny występ w serialu dramatycznym                  | Kancelaria adwokacka (1999)  | Wygrana   |
| 2001 | Nagroda Genie             | Najlepszy występ aktora w roli pierwszoplanowej                   | Odrobina szaleństwa (2000)   | Nominacja |
| 2003 | Nagroda Emmy              | Najlepszy gościnny występ w serialu dramatycznym                  | Mister Sterling (2002)       | Nominacja |